# Asiohahnia alatavica
Asiohahnia alatavica är en spindelart som beskrevs av S. V. Ovtchinnikov 1992. Asiohahnia alatavica ingår i släktet Asiohahnia och familjen panflöjtsspindlar. Inga underarter finns listade.